# Troya riveti
Troya riveti is een hooiwagen uit de familie Cranaidae.